# Klopka - La trappola
Klopka – La trappola  (in serbo Клопка, Klopka) è un lungometraggio del 2007, diretto da Srdan Golubović e realizzato in coproduzione serbo-tedesco-ungherese. È l'adattamento cinematografico di un'opera teatrale di Nenad Teofilović.

## Trama
Mladen e Marija sono una coppia che vive felice a Belgrado. La situazione cambia quando al figlio Nemanja viene diagnosticata una malattia cardiaca che richiede un'operazione in Germania che costa 26.000 euro. La coppia è sopraffatta da questa cifra. Mladen lavora in un'impresa edile statale e Marija è un'insegnante. Ciò significa che appartengono all'intellighenzia, ma come dipendenti delle istituzioni statali fanno parte degli abitanti mal pagati di Belgrado. Marija legge spesso annunci sui giornali in cui i genitori chiedono donazioni per i loro figli malati. Mladen non è convinta che un'azione del genere avrà successo, ma Marija pubblica comunque un annuncio del genere all'insaputa del marito. Dopo un po', un uomo risponde all'annuncio e Mladen lo incontra. Questo Kosta Antić è pronto a dare i soldi a Mladen. Mladen è sorpreso ma felicissimo. Il suo umore cambia solo quando anche Antić avanza una richiesta. Mladen dovrebbe uccidere un uomo d'affari concorrente di Antić dietro il pagamento di 30.000 euro. Mladen rifiuta.
Dopo qualche tempo, la prognosi per la salute di Nemanja peggiora e l'operazione diventa ancora più necessaria. Sebbene Mladen fosse piuttosto negativo riguardo al suggerimento di Antić, riceve un'altra chiamata che lo informa di un nascondiglio. Nonostante il rimorso, Mladen va al nascondiglio e trova una rivoltella e una lettera di Antić. Mladen nasconde la pistola, ma la tira fuori dopo aver ricevuto un anticipo di 3.000 euro e avendo sempre meno speranze di trovare altrove i soldi per l'operazione di suo figlio. Nemmeno le banche vogliono concedergli un prestito. Osserva l'uomo d'affari e si rende conto che è sposato con Jelena. Mladen conosce Jelena dal parco giochi, dove sua figlia ha stretto amicizia con Nemanja. I rimorsi di coscienza diventano ancora più grandi, ma spara comunque al marito di Jelena sulla soglia di casa e fugge.
Mladen è convinto che presto potrà pagare l'operazione, ma non racconta alla moglie dell'omicidio. La coscienza lo tormenta e il rimorso diventa ancora più grande quando si rende conto che Antić non mantiene la parola data e non paga. Mladen rintraccia Antić e lo minaccia, ma si scopre che Antić è fortemente indebitato e ha organizzato l'omicidio su contratto solo per evitare problemi finanziari con il marito di Jelena.
Quando Jelena scopre finalmente del figlio malato di Mladen e di sua iniziativa dona il denaro necessario sul conto pubblicizzato, il rimorso di Mladen diventa così grande che chiede un colloquio con Jelena per schiarirsi la coscienza. Le porge l'arma del delitto, ma lei lo manda via di nuovo. Mentre lascia il loro appartamento, arriva il fratello dell'uomo assassinato. Poco dopo, Mladen viene colpito dall'auto di Jelena mentre aspetta al semaforo.

## Proiezioni e riconoscimenti
Il film è stato presentato in anteprima mondiale il 12 febbraio 2007 alla Berlinale 2007 come parte dell'International Forum for Young Films. È stato proiettato per la prima volta in Serbia il 23 febbraio 2007 al Festival del cinema di Belgrado. Nel 2007 è entrato nella Short-list dei nove candidati per l'Oscar al miglior film straniero.